# Pityrocarpa trisperma
Pityrocarpa trisperma là một loài thực vật có hoa trong họ Đậu. Loài này được (Vell.) Brenan miêu tả khoa học đầu tiên năm 1955.